# Fujiwara-kyō
Fujiwara-kyō (藤原京) foi a capital do Japão Imperial por 16 anos, entre 694 e 710 d.C. Ele localizava-se na província de Yamato (atual Kashihara, Nara), sendo transferido para Asuka. No entanto, o nome Fujiwara-kyō nunca foi usado no Nihon Shoki. Durante essa época, ele foi registrado como Aramashi-kyō (新益京).

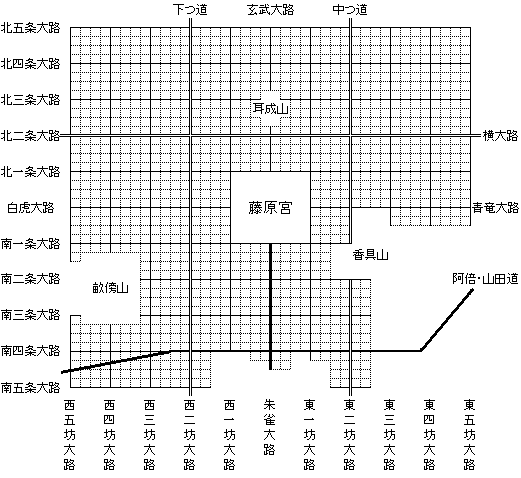
Mapa do Fujiwara-kyō

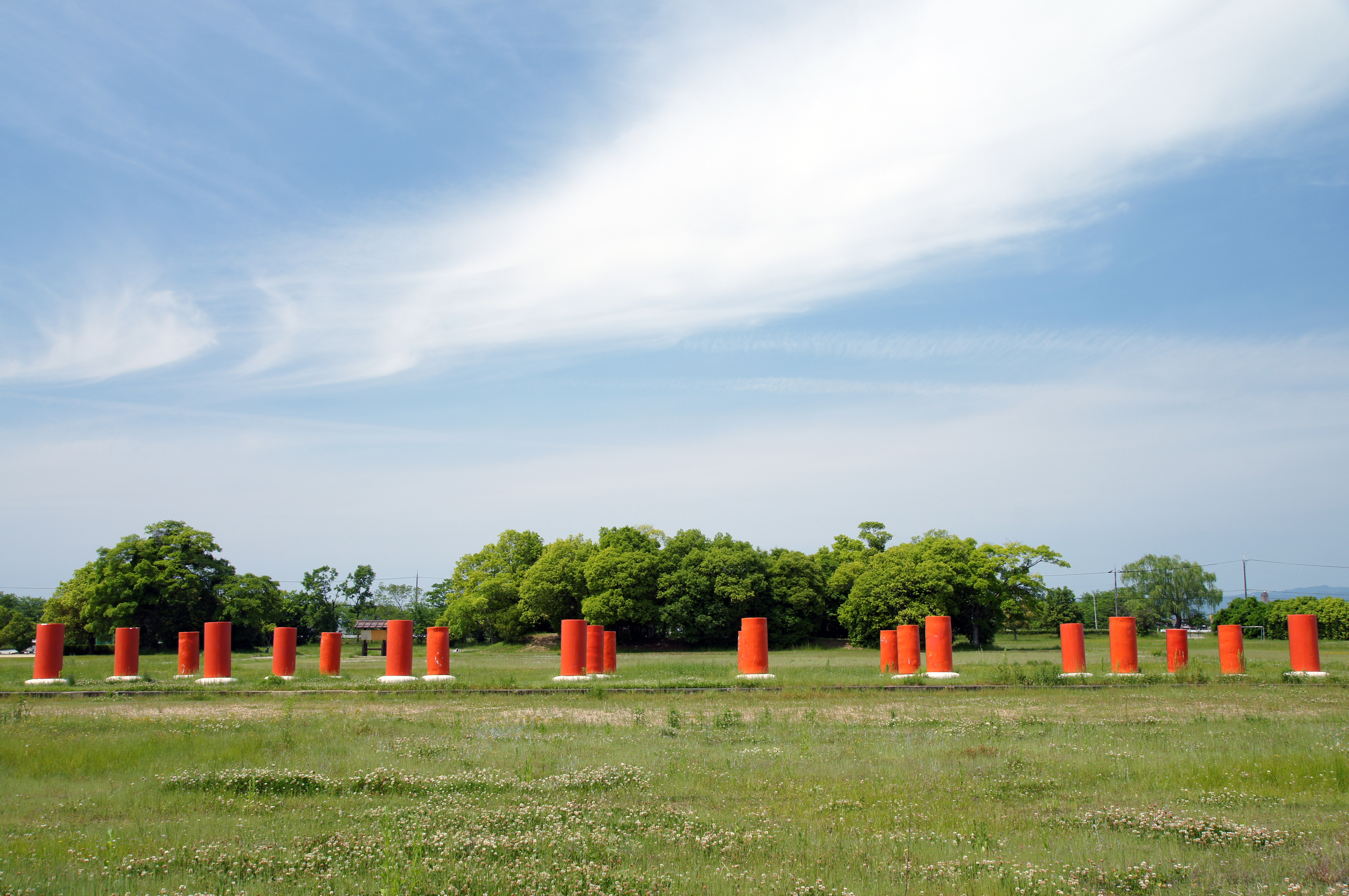
Restos do Fujiwara-kyō (2012)

Em 2006, escavações revelaram a construção no local do Fujiwara-kyō que data de 682, próximo ao fim do reinado do Imperador Temmu. Com uma breve parada após a morte do Imperador Temmu, a construção foi retomada pela Imperatriz Jito, que transferiu oficialmente a capital em 694. O Fujiwara-kyō permaneceu a capital dos reinados do Imperador Mommu e Imperatriz Gemmei, mas em 710 a corte imperial se transferiu do Palácio Heijō em Nara, iniciando o período Nara.

## História
Fujiwara foi a primeira capital do Japão construída em um padrão de grade com base no modelo chinês (条坊制 jōbō-sei). Investigações recentes revelaram que a cidade cobria uma área de aproximadamente 5 km², muito maior do que se imaginava. O palácio ocupava uma área de cerca de 1 km² e era cerca por paredes de quase 5 metros de altura. Cada uma das quatro paredes possuía três portões; Suzakumon, o portão principal, permanecia no centro da parede sul. O  Daigokuden (大極殿) e outras construções do palácio foram as primeiras estruturas do palácio no Japão a terem um telhado no estilo chinês.
A área pertenceu anteriormente ao clã Nakatomi, que supervisionou a observação dos rituais e cerimônias xintoístas em nome da corte imperial. A cidade foi incediada em 711, um ano após a transferência para Nara e não foi reconstruída. Escavações arqueológicas começaram em 1934 e algumas partes do palácio foram reconstruídas. Quase 10 mil tabletes de madeira, conhecidos como  mokkan, foram encontrados, inscritos com caracteres chineses.
Este waka, escrito pela Imperatriz Jito e que descrevia Fujiwara no verão, é parte da famosa antologia de poemas, o Hyakunin Isshu:
| “ | 春すぎて夏来にけらし白妙の衣ほすてふ天の香具山 haru sugite natsu ki ni kerashi shirotae no komoro hosu chō ama no kaguyama | ” |

que se traduz como A primavera passa, parece, e agora o verão chega; para este, eles dizem, é quando vestes de puro branco são exibidas no celestial Monte Kagu.